# Tunel transatlantic
Un tunel transatlantic este un tunel care ar traversa teoretic Oceanul Atlantic între America de Nord și Europa, facilitând transportul în masă între cele două continente. Prin acele tuneluri ar urma să circule trenuri avansate din punct de vedere tehnologic, care ar atinge viteze de 500-800 kilometri pe oră. Majoritatea ideilor cu privire la acest tunel prevăd realizarea sa între Statele Unite ale Americii și Marea Britanie ‒ sau, mai precis, între New York și Londra.
Avantajele transportului transatlantic prin aceste tuneluri în comparație cu transportul aerian ar putea fi viteza sporită și utilizarea energiei electrice în locul combustibililor pe bază de petrol, având în vedere diminuarea cantității de petrol într-un viitor apropiat.
Principalele bariere în calea construirii unui astfel de tunel sunt costurile estimate între 88 de miliarde și 175 miliarde de dolari, precum și limitele actuale ale științei materialelor. Tunelurile majore aflate în exploatare, precum Tunelul Canalului Mânecii, Tunelul Seikan și Tunelul de bază Gotthard, în ciuda folosirii unei tehnologii mai puțin costisitoare decât cea propusă pentru tunelul transatlantic, au costuri de întreținere ridicate.

## Tuneluri propuse
Există mai multe variante de construire a acestui tunel, inclusiv un tub deasupra fundului mării, un tunel sub fundul oceanului sau o combinație a celor două.

### Vactrain
O propunere din anii 1960 vizează construirea unui tub aproape vid lung de 5.000 km pentru vactrain, un tip teoretic de tren maglev, care ar putea călători la viteze de până la 8.000 km/h. La această viteză, timpul de călătorie între  New York și Londra ar fi mai mic de o oră. O altă variantă modernă, menită să reducă costurile, este un tunel plutitor scufundat la aproximativ 50 de metri sub suprafața oceanului, pentru a evita navele, vremea rea și presiunea ridicată asociată unui tunel mult mai adânc în apropierea fundului mării. El ar fi format din 54.000 de secțiuni prefabricate care ar urma să fie ținute în loc de 100.000 de cabluri de legare. Fiecare secțiune va consta dintr-un strat de spumă prins între tuburi concentrice de oțel, iar tunelul va avea, de asemenea, o presiune redusă a aerului.

## Istoric

### Preocupări timpurii
Prima sugestie pentru o astfel de structură i se datorează lui Michel Verne, fiul lui Jules Verne, care a scris în anul 1888 o povestire intitulată Un Express de l'avenir. Această povestire a fost publicată în limba engleză în Strand Magazine în 1895, fiind atribuită greșit lui Jules Verne, o greșeală frecvent repetată astăzi. În 1913 a fost publicat romanul Der Tunnel al scriitorului german Bernhard Kellermann. El a inspirat patru filme cu același nume: unul în 1915 regizat de William Kretschmann, plus versiunile separate în limbile germană, franceză și britanică lansate în 1933 și 1935. Versiunile în limbile germană și franceză au fost regizate de Curtis Bernhardt, iar scenariul versiunii britanice a fost elaborat parțial de  scriitorul de literatură științifico-fantastică Curt Siodmak. Sugerând probabil un interes contemporan pentru acest subiect, un afiș original elaborat cu prilejul lansării în SUA a versiunii britanice (redenumite Transatlantic Tunnel) a fost estimat la o licitație organizată în 2006 la o valoare de 2.000–3.000 $.

### Cercetări moderne
Robert H. Goddard, unul dintre pionierii rachetelor moderne, a obținut două brevete de invenție (din cele 214 obținute în cursul vieții) pentru ideea construirii unui tunel trancontinental. Arthur C. Clarke menționează tunelurile intercontinentale în romanul Orașul și stelele (1956). Harry Harrison 1975 Romanul Tunnel Through the Deeps (1975) al lui Harry Harrison, care a fost publicat, de asemenea, sub titlul A Transatlantic Tunnel, Hurrah!, descrie un sistem vid/maglev pe fundul oceanului. Numărul din aprilie 2004 al revistei Popular Science sugerează că un tunel transatlantic este mult mai fezabil decât se credea anterior și fără provocări tehnice majore. Există comparații favorabile cu conductele și cablurile transatlantice, dar costurile sunt mult mai ridicate (88-175 de miliarde de dolari). Discovery Channel a difuzat în 2003 un episod intitulat „Transatlantic Tunnel” al serialului Extreme Engineering, în care s-a discutat în detaliu ideea construirii unui tunel.